# Srpska demokratska stranka
Srpska demokratska stranka (doslova Srbská demokratická strana, v cyrilici Српспка демократска странка) je politická strana v Bosně a Hercegovině. Zastupuje zájmy především zájmy Bosenských Srbů. Po dlouhou dobu vyhrávala volby v Republice srbské, než ji nahradil v pozici hlavní strany Svaz nezávislých sociálních demokratů.
Předsedou strany je Milan Miličević.

## Historie
Strana vznikla v červenci 1991; jejími zakladateli se stali Radovan Karadžić, Momčilo Krajišnik a Biljana Plavšićová. Strana vyhlásila v lednu 1992 Republiku srbskou jako nezávislý stát na Bosně a Hercegovině a součást Svazové republiky Jugoslávie. Předtím vyhlašovala různé srbské autonomní oblasti. V prosinci 1991 vypracovala tajný plán s názvem Pro organiaci a aktivitu orgánů srbského národa v Bosně a Hercegovině pro mimořádné situace, který vypracovalo vedení strany a které se zabývalo převzetím obecních samospráv, vytvořením paralelní vlády a dalších paralelních institucí, které by SDS ovládala. 
Po skončení války v Bosně a Hercegovině byla ve srovnání se Svazem nezávislých sociálních demokratů vnímána jako radikálnější a separatističtější politická síla na území Republiky srbské. Značný počet politiků SDS byl odvolán z rozhodnutí Úřadu vysokého představitele v Bosně a Hercegovině s odůvodněním, že ohrožují implementaci mírové smlouvy. V roce 2000 žádala International Crisis Group zákaz uvedené politické strany s odůvodněním, že většina jejich členů vedení jsou váleční zločinci, nebo jsou ze zločinů obvinění.
V prvním desetiletí 21. století odsoudila Srbská demokratická strana řadu událostí bosenské války, ústy svého bývalého předsedy, Dragana Čaviće i Srebrenický masakr.
SNSD se nicméně v druhé polovině 2. dekády 21. století posunul do pozic, které jsou mnohdy blízké právě Srbské demokratické straně. Naopak právě Srbská demokratická strana přijala řadu umírněnějších postojů, které prosadil a přestavoval především Dragan Mektić. 
Zastoupení této strany v orgánech Republiky srbské i Bosny a Hercegoviny se postupem času snižuje; v roce 1996 měla Srbská demokratická strana ve všeobecných volbách 45 mandátů u 83 v parlamentu Republiky srbské; roku 2000 to bylo 31, v roce 2006 to bylo 17. Od té doby se pohybuje po každých volbách v obdobných číslech.